# Сірноводська
Сірноводська (або село Сірноводське) (чеч. Эна-Хишка) — станиця, адміністративний центр Сірноводського району Чечні.
Сірноводськ — бальнеологічний курорт в Чечні, за 50 км на захід від Грозного, за 12 км від станиці Орджонікідзевська, за 3 км від станиці Сірноводська, поблизу зал. ст. Сірноводськ-Кавказький (сполучення автомобільне). Розташований на південному схилі Сунженского хр., на вис. 310 м.

## Географія
Станиця розташована на лівому березі річки Сунжа на захід від міста Грозний.

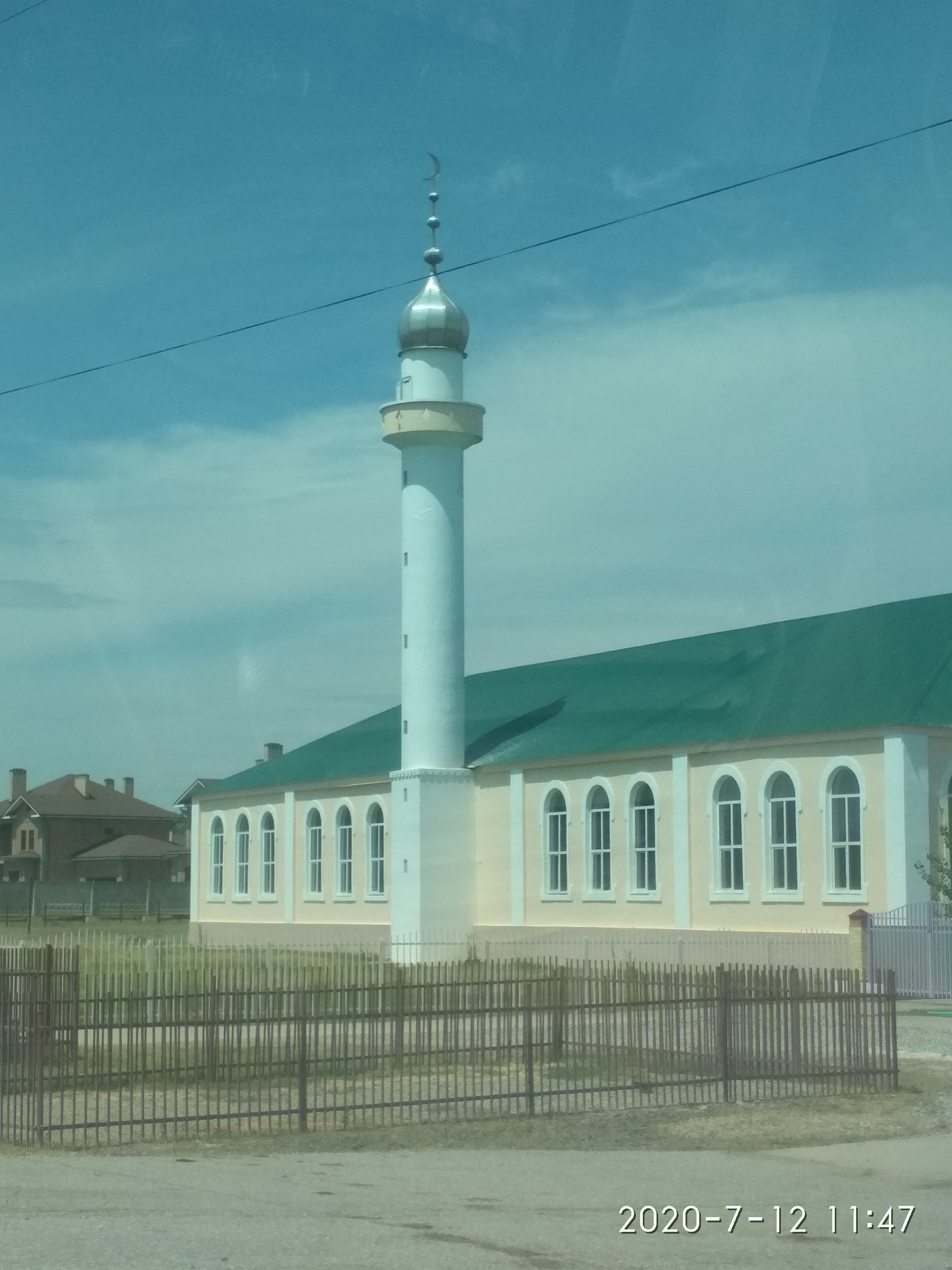
Мечеть в Серноводське

## Клімат
Клімат помірний континентальний. Зима помірно м'яка, з частими туманами, нестійким сніговим покривом; середня температура січня −4 °C. Літо тепле, іноді з спекотною, сухою погодою; середня температура липня близько 25 °C. Опадів близько 500 мм на рік, головним чином у квітні-жовтні; влітку нерідкі грози. Середня річна відносна вологість близько 70%. Переважають східні і західні вітри.

## Історія
Раніше тут знаходився чеченський аул Ена-Юрт (Эна-Хишка). В 1819 році на місці аулу було побудовано укріплення Преградний Стан, а в 1846 році на честь християнського свята Архангела Михаїла була закладена церква Михайлівська, що дала назву новій станиці. Після виселення козаків станиця була заселена чеченцями і перейменована в аул Асламбек (село Асламбеківське).
З 1926 по 1929 рр. центр Новочеченського району Чеченська АО.
З 2003 року центр Сунженського району Чечні (від грудня 2019 року перейменованого на Сірноводський).

## Населення
Населення — 11 492 осіб.
Національний склад
На 2002 рік:
- Чеченці — 9743 чол. (98,8%),
- Інгуші — 50 чол. (0,5%),
- Росіяни — 38 чол. (0,4%)
- Інші — 22 чол. (0,3%)

## Курорт
Основний природний лікувальний фактор — мінеральна вода 9 джерел та свердловин, загальний дебіт яких бл. 800 тис. л/доб. Термальна (73 °C) сульфідна хлоридно-гідрокарбонатна натрієва вода джерела № 1 (Сірчаний) з мінералізацією 3,4 г/л, що містить 60 мг/л сірководню, а також магній, бром, йод, кремнієву к-ту, використовується для ванн, зрошень, промивань. Зовнішньо (гол. чином для ванн) застосовують йодо-бромну воду свердловин № 10 (доб. дебіт бл. 600 тис. л). Вода джерела № 4 (Содовий; доб. дебіт 26 тис. л) — сульфатно-гідрокарбонатна натрієва з мінералізацією 4,6 г/л, містить 0,6 г/л вільної вуглекислоти; застосовується для питного лікування (при захворюваннях органів травлення), розливається в пляшки як лікувально-столова під назвою «Серноводская».
Мінеральні джерела Серноводська відомі з початку XIX століття. Перші каптажні споруди були зведені в 1848 році. Курортне будівництво розпочато в 1893-му.
На курорті здійснюється лікування хворих із захворюваннями серцево-судинної, нервової систем, органів руху і опори, шлунка і кишечника, шкіри, гінекологічними хворобами, а також з порушеннями обміну речовин. Поряд з мінвод застосовують лік. фізкультуру, масаж, у тому числі душ-масаж, грязелікувальні (привізний бруд Тамбуканського озера) і фізіотерапевтичні процедури, кліматотерапію. Функціонують профспілковий санаторій (600 місць), водолікарня, питна галерея, курзал, аеросолярій. Є спортмайданчики, ставок, човнова станція. Основні лікувальні установи розташовані в парку (широколисті породи — клен, ясен, тополя, туя, декоративні чагарники). 
 Цікаві прогулянки по околицях курорту, автобусні екскурсії в Грозний і Владикавказ.

## Економіка
В селі працює завод мінеральних вод (випускаються лимонади і мінеральна вода «Серноводская»)